# Maceracja (botanika)

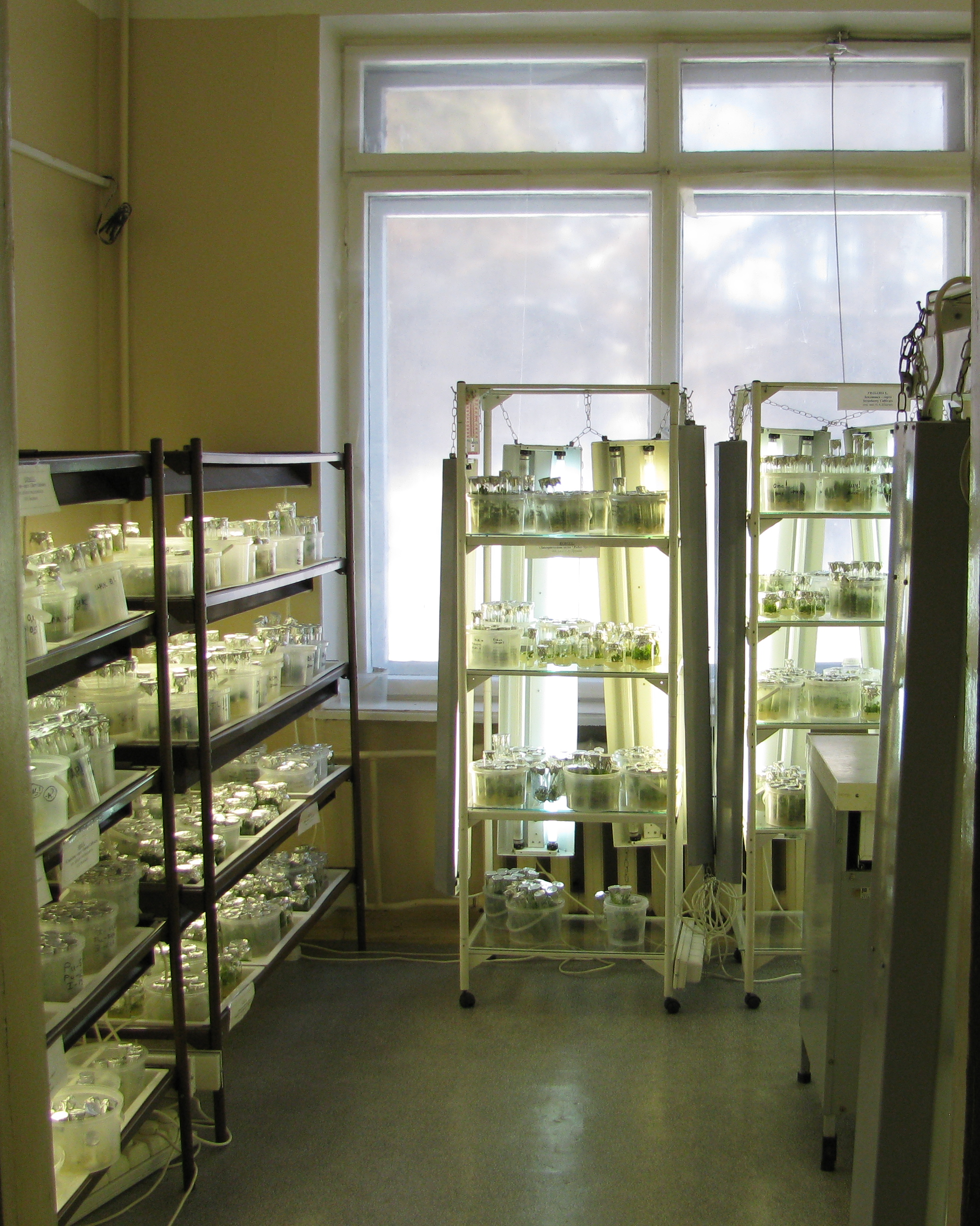
Izolowane komórki mogą być wykorzystane między innymi do rozmnażania roślin in vitro

Maceracja – w botanice rozpad tkanek w wyniku rozkładu substancji tworzących blaszkę środkową. Proces może zachodzić naturalnie i być związane z rozwojem rośliny, może być też wywoływane przez czynniki zewnętrzne w tym patogeny oraz jest przeprowadzany sztucznie, w warunkach laboratoryjnych, w celu uzyskania kultur komórkowych. W procesie maceracji zarówno naturalnej jak i sztucznej uczestniczą enzymy rozkładające blaszkę środkową. Maceracja wywoływana infekcją patogenów zachodzi pod wpływem endo-poligalaktouronazy. Enzym ten może być wytwarzany przez bakterie i grzyby. Do rozpadu blaszki środkowej dochodzi także pod wpływem wysokiej temperatury.